# The Mad Monster
The Mad Monster is een Amerikaanse horror-sciencefictionfilm uit 1942. De film gaat over een wetenschapper die mensen in wolfachtige monsters kan veranderen. 
Hoewel de film overeenkomsten vertoont met weerwolvenfilms, gaat het hier niet over een weerwolf. The Mad Monster werd gebruikt in de cultfilmserie Mystery Science Theater 3000 en bevindt zich tegenwoordig in publiek domein.

## Rolverdeling
| Acteur          | Personage           |
| --------------- | ------------------- |
| Johnny Downs    | Tom Gregory         |
| George Zucco    | Dr. Lorenzo Cameron |
| Anne Nagel      | Lenora Cameron      |
| Glenn Strange   | Petro               |
| Gordon De Main  | Prof. Fitzgerald    |
| Mae Busch       | Susan               |
| Reginald Barlow | Prof. Warwick       |
| Robert Strange  | Prof. Blain         |
| Eddie Holden    | Jed Harper          |
| John Elliott    | Prof. Hatfield      |
| Slim Whitaker   | Officer Dugan       |